# 道
道被不少學派及宗教認為是天地万物的本源及其事物演化运行机制，其為中国哲学思想中很重要的概念之一 。相關理論认为道决定了事物“有”或“无”，以及生物“生”或“死”的存在形式 ；从无到有、从有到无和周而复始的自然现象，是万事万物在道协同作用下所产生的结果；對“人法地，地法天，天法道，道法自然”這個理念有兩種解釋，主流是當時所講的「自然（itself）」不是指現今所講的「大自然（Nature）」，而是指「自然而然」。在相關的思想中，“道”雖是生長萬物的，卻是無目的、無意識的，它“生而不有，為而不恃，長而不宰”，即「不把萬物據為己有，不夸耀自己的功勞，不主宰和支配萬物，而是聽任萬物自然而然發展著」。。另一种解释是：「人受地的制约，地受天的制约，天受道的制约，道受自然的制约。」因而主張奉行顺其自然，无为而治的价值观。
此一概念，不單為學派道家及儒家等等所重視，也為宗教如道教所使用。另外，道家思想中的道是非人格化的，道教神話中的元始上帝及三大天尊、 儒教教義中的昊天上帝和基督教及伊斯蘭教的教義中的惟一真神被認為是人格化的神，後兩個宗教的聖典所分別提及的希臘文詞語 λόγος 及阿拉伯文詞語 سبيل 也被翻譯為中文語境中的道一字，對於基督教聖典《聖經》的其中一部書典《約翰福音》第一章第一節的其中一種譯法是：「太初有道，道與神同在，道就是神。」（原文是：""）伊斯蘭教聖典《古兰经》第四十七章第一節這段經文被一些人翻譯為：「不信道而且妨碍主道的人们，真主将使他们的善功无效。」

## 《周易》中的「道」
《易经》是中國最古老的文獻之一，而且它被儒家尊為「五經」之首，上古三大奇書(山海经，易经，皇帝内经）之一。《易》事實上是包括了古代的三易：《连山》、《归藏》和《周易》，但《连山》和《归藏》已經失传。一般《易经》即指《周易》。有研究者聲稱《易經》所提及的"道"不是指天道或萬物的本源（如《道德经》中的“道”），而是指道路或馬路。

## 民間神話故事中的「道」
相傳燭龍的兒子猰貐曾經投生到人間，成為牛、虎及龍的暴力性混合體，祂後來被允許前往被稱為「道外之地」的某個来世。
「道」一詞在這𥚃的意思是不明確的。由於在後來出現的古道教等不少宗教的教義中，道通常是包攝世間萬物的，但在這個非常古老的神話故事中，有至少一個来世處於道之外，似乎暗示道不是遍在的，甚至可能是受限的，因此這顯示一些民間故事及神話傳説與正統宗教之間在關於道的觀點的方面上有很大差異。

## 《繫辭》中的「道」
主條目：繫辭
《繫辭》是儒家經典，據傳由孔子所著，但現今有學者認為其是由儒家在孔子去世后引用孔子的论述并整理而成，大概在戰國時期或漢朝初期所撰寫出來的。

### 陰陽就是道
繫辭傳說：「一陰一陽之謂道」、「天之道，曰陰與陽也」，並引用孔子的話：「形而上者謂之道，形而下者謂之器」，所以說儒家認同：「道者，陰陽變化之理也」。道，即宇宙運行、自然變化的規律。

### 道的演化運行
《繫辭傳》說：「易有太極，是生兩儀，兩儀生四象，四象生八卦。」《易經》中的「太極」與「道」字相通，正因為萬物由「道」所生，所以萬物變化均由太極，化成兩儀、四象、八卦。所以易經的卦象才能蓋括所有變化，成為筮卜的依據。在《繫辭傳》中，道只是單純的有关陰及陽的自然規律。

## 其他被撰寫於先秦時期的经典中的「道」
“道之大如天，其广如地，其重如石，其轻如羽，民之所以知者寡。”（《管子·白心》）
“是故上道高而不可察也，深而不可则（且）也。显明弗能为名，广大弗能为刑（形），独立不偶，万物莫之能令。”（《黄帝四经·道原》）
“一者，道之本也，胡为而无长。□□所失，莫能守一。一之解，察於天地，一之理，礭於四海。何以知□之至，远近之稽?夫唯一不失。"（《黄帝四经·十大经·兵容》）

## 《老子》中的「道」
「道」是著於春秋時期或战国时期的書籍《老子》所论述的处世哲学概念，其内容被多次增减，經過无数次注解后成为《道德經》。道家以老聃為其開創者，道教則奉此人為道祖，並且宣稱他是混元老君所投生而為的，道家及道教這兩個名稱也由此人的名字而來。

### 什么是道？

#### 道是有無的统一[18]
《老子》第一章一開始就寫道：「道可道，非常道。名可名，非常名。無，名天地之始；有，名萬物之母。故常無欲，以觀其妙；常有欲，以觀其徼。此兩者，同出而異名，同謂之玄。玄之又玄，為妙之門。」

#### 只可意会
老子坚信，可以掌握的道理，都是片面的见识。可以传授的知识，都是片面的见解。「道可道，非常道。名可名，非常名」。 庄子认为，见识和见解都是个人成见。王弼對此的解釋是：「可道之道，可名之名，指事造形；非其常也。故不可不道，不可名也。」

#### 為妙之門
老子認為：「有」、「無」两者是道（天地万物的演化运行机制）的对立統一體，道通过「有」、「無」反应了「天地萬物」形成、演化、消亡，即从无到有，从有到无的自然现象，他用「天地之始」形容「無」，用「萬物之母」形容「有」。当道常无形时，他能感受天地之始的奥妙；当道常有形时，他能观察到万物之母的徼幸。「故常無，欲以觀其妙；常有，欲以觀其徼」。他表示：「有」和「無」不但同出于道而異名，是道的两种运行形式，而且同样被认为是认知事物的关键所在，「此兩者，同出而異名，同謂之玄」。「有」是关键、「無」又是关键，所以「有」、「無」成为他意会事物的绝妙之门，「玄之又玄，為妙之門」。

#### 有無相生
接着，老子用美与善说明道与有、無的道理。被统一的审美观，令人厌恶；被统一的善良观，是虚伪的。让「有無相生，難易相成，長短相形，高下相傾，音聲相和，前後相隨。」才是「處無為之事，行不言之教」的圣人，「天下皆知美之為美，斯惡已；皆知善之為善，斯不善已。故有無相生，難易相成，長短相形，高下相傾，音聲相和，前後相隨。是以聖人處無為之事，行不言之教。」。另外，他还用「合抱之木，生于毫末。九层之台，起于累土。千里之行，始于足下。」证明生命、建筑和行为从无「天地之始」，到有「萬物之母」的运行道理。并用「有」和「無」表明自己对道、德、仁、义和礼的态度，「上德不德，是以有德；下德不失德，是以無德。上德無為而無以為；下德無為而有以為。上仁為之而無以為；上義為之而有以為。上禮為之而莫之應，則攘臂而扔之。故失道而後德，失德而後仁，失仁而後義，失義而後禮」。

#### 有生於無
老子又用天、地、神、谷、万物和侯王等现象进一步解释了「有無相生」，「有序」和「無序」之间在“道”作用下的转化过程。他举例说，道的「有」序统一状态，「昔之得一者：天得一以清；地得一以寧；神得一以靈；谷得一以盈；萬物得一以生；侯王得一以為天下貞」；还描述了道的「無」序混乱状态，「天無以清，將恐裂；地無以寧，將恐發；神無以靈，將恐歇；谷無以盈，將恐竭；萬物無以生，將恐滅；侯王無以貴高將恐蹶」；他的结论为，「反者」令道动摇不定，无序混乱，「反者」与「得一者」相反；「弱者」让道发挥作用，「弱者」为上善若水的「得一者」；天下萬物生於有序之道，有序之道生於無序之道。即「反者道之動；弱者道之用。天下萬物生於有，有生於無」。

#### 無用有利
认识事物的「有」「無」两方面，是利用「道」解决问题的关键，老子用车、器和室阐明了「有」「無」与「利」「用」之间的关系。他说：“车轮上的三十辐条汇集到一个毂中，有了车毂中空的地方，才有车的作用。揉合陶土做成器具，有了器皿中空的地方，才有器皿的作用。开凿门窗建造房屋，有了门窗四壁中空的地方，才有房屋的作用。所以「有」能给人便利，「無」能发挥其效用。”「三十輻，共一轂，當其無，有車之用。埏埴以為器，當其無，有器之用。鑿戶牖以為室，當其無，有室之用。故有之以為利，無之以為用。」

#### 有道無道
天下有道，骏马耕田。天下无道，兵荒马乱。老子用马在和平或者战争时期的作用，说明不知足的侯王们带来的祸害。他说，「天下有道，卻走馬以糞。天下無道，戎馬生於郊。禍莫大於不知足；咎莫大於欲得。故知足之足，常足矣。」

#### 道似萬物之宗

##### 象帝之先
当观察道对万物的作用时，令老子产生一种无穷无尽的感觉。道，渊源流长，好似万物之宗。能挫掉人的锐气，解决天下纷争，中和日月光芒，同化万里尘埃。湛湛如水，好似生灵并存。他虽然不知道是什么养育了道，却认为存在于天帝之前。
「道沖而用之或不盈。淵兮，似萬物之宗。挫其銳，解其紛，和其光，同其塵。湛兮，似或存。吾不知誰之子，象帝之先。」

##### 上善若水
老子用水来形容道和万物的关系。
「上善若水。水善利萬物而不爭，處衆人之所惡，故幾於道。居善地，心善淵，與善仁，言善信，正善治，事善能，動善時。夫唯不爭，故無尤。」

##### 萬物並作
老子通过观察自然现象，得出万物相互作用，各自复归其根，生命自我繁衍，是沒身不殆，死而不亡，生死交替，天长道久的根源。
「致虛極，守靜篤。萬物並作，吾以觀復。夫物芸芸，各復歸其根。歸根曰靜，是謂復命。復命曰常，知常曰明。不知常，妄作凶。知常容，容乃公，公乃王，王乃天，天乃道，道乃久，沒身不殆。」

##### 萬物自賓
老子相信，道的信念无需发号施令，即「道常無名」。朴实无华的民心虽然微不足道，却令天下人无法征服。如果王侯能顺其民心，万物将自我繁衍昌盛。「天地相合」风调雨顺，无需发号施令，民众自觉地互相监督。自始自终侯王的制度都依赖发号施令来维稳，如果还有发号施令的行为存在，世人应適可而止，則不致陷於危殆。按道的信念治理天下，犹如佰川纳海，自主自愿，无需用发号施令来维稳。
「道常無名。樸雖小，天下莫能臣也。侯王若能守之，萬物將自賓。天地相合，以降甘露，民莫之令而自均。始制有名，名亦既有，夫亦將知止，知止所以不殆。譬道之在天下，猶川谷之與江海。」

##### 衣養萬物
老子深有体会，道精妙绝伦，影响广泛，就在眼前，却无法辨认。万物依赖道而生息繁衍，道的功德无法言传。道滋养万物，而不为他们做主，通常无需万物的任何回报，可认为道很渺小；道使万物归顺，而不去主宰他们，可认为道很伟大。道从来不自高自大，所以影响宏大。
「大道汎兮，其可左右。萬物恃之而生而不辭，功成不名有。衣養萬物而不為主，常無欲，可名於小；萬物歸焉，而不為主，可名為大。以其終不自為大，故能成其大。」

##### 萬物自化
老子自信，道无需为万物做主，而大有作为。如果侯王能顺其民意，万物将自主自化。自主自化会令人产生贪欲，他将镇定于无名的自觉、自愿、自信，互相监督，朴实无华的民心，只要即无名又朴实的民心存在，人们将无贪欲之心。不贪之宁静，天下将自然稳定。
「道常無為而無不為。侯王若能守之，萬物將自化。化而欲作，吾將鎮之以無名之樸。無名之樸，夫亦將無欲。不欲以靜，天下將自定。」 

##### 三生萬物
与「萬物自化」相呼应，老子用「三生萬物」来警告「反者道之动」、称孤道寡的王公。他声称：“道运行演化有序统一，一运行演化产生阴阳二者，阴阳交替产生阴阳气三者，阴阳气三者相互作用产生万物。道让万物在阴、阳、气三者共同作用下，而呈现生态协和。连世人也厌恶称孤、道寡、和不敬畏谷神之人，而有的王公却把天地万物视为己有，并胡作非为，还孤家寡人地称谓自己。对这种损害生态协和为益己，或者为益己而损毁生态协和的行为，我用世人常用的一句话，来警告这些王公们，「強梁者不得其死」，我认为这句话非常恰如其分。”
「道生一，一生二，二生三，三生萬物。萬物負陰而抱陽，沖氣以為和。人之所惡，唯孤、寡、不穀，而王公以為稱。故物或損之而益，或益之而損。人之所教，我亦教之。強梁者不得其死，吾將以為教父。」

### 無为而治
老子还多次论述「無」。
「常使民无知无欲。使夫智者不敢为也。为无为，则无不治。」
「夫唯不爭，故無尤。」
「載營魄抱一，能無離乎？專氣致柔，能嬰兒乎？滌除玄覽，能無疵乎？愛民治國，能無知乎？天門開闔，能為雌乎？明白四達，能無知乎？」
「為天下式，常德不忒，復歸於無極。」
「道常無名。樸雖小，天下莫能臣也。」
「天道無親，常與善人。」
「聖人常無心，以百姓心為心」。
他归纳出无为而治的信念：“道无需为万物做主，顺势而为，而大有作为。如果侯王能顺其民意，万物将自主自化。自主自化会令人产生贪欲，他将镇定于无名的自觉、自愿、自信，互相监督，朴实无华的民心，只要即无名又朴实的民心存在，人们将无贪欲之心。不贪之宁静，天下将自然稳定。”「道常无为而无不为。侯王若能守之，万物将自化。化而欲作，吾将镇之以无名之朴。镇之以无名之朴，夫亦将不欲。不欲以静，天下将自正。」

### 道法自然
《老子》曰：「有物混成，先天地生。寂兮寥兮，獨立不改，周行而不殆，可以為天下母。吾不知其名，字之曰道，強為之名曰大。大曰逝，逝曰遠，遠曰反。故道大，天大，地大，王亦大。域中有四大，而王居其一焉。人法地，地法天，天法道，道法自然。」
在万物混合作用下，形成于天地存在之前的一种自然现象。无声无息，独立运行，周而复始，可以为天下之母。我不知其名，称之为道，用博大精深、逝逝长远和反复变幻来形容。故道大，天大，地大，王亦大。域中有四大，而王居其一焉。人受地制约，地受天制约，天受道制约，道受自然制约。自然，天地万物互相作用，即「萬物並作」之结果。

### 人之道
信言不美 美言不信
知者不博 博者不知
善者不多 多者不善
聖人无積 既以為人己愈有 既以予人己愈多
故天之道 利而不害 人之道 為而弗爭
《老子》座右铭：“天之道，利而不害；人之道，為而弗爭。”

### 以德论道
因為在老聃所生活的时期，五德終始說盛行，所以他多次用五行之“德”，来阐明他的万物之“道”。

### 以天论道
天有時會被用來與道作對比。《老子》宣稱天受制於道，而且在天地出現之前，便已經有道。

### 以梵论道
有學者聲稱早期的道家吸收了吠陀教關於梵的觀念，因而提出了關於道的理論。

### 以佛论道
道教教內的不少教派曾經宣稱老聃曾到天竺向胡人宣揚關於道的思想，其弟子尹喜則創立了佛家。這個説法的正確性目前已經被否定。

### 以神论道
凡神論認為天地日月構成了神的身體，泛神論則認為萬物的總和就是神。有研究者聲稱道是汎神論中的神，汎神論認為萬物的總和只是神的一部份。

## 《莊子》中的「道」
《莊子》是道家另一部經典作品，裡頭也有述及「道」的概念。《莊子》把太一等同於道。

### 無處不在
《莊子》外篇《知北遊第廿二》中，有這麼一段：
東郭子問於莊子曰：「所謂道，惡乎在？」莊子曰：「無所不在。」東郭子曰：「期而後可。」莊子曰：「在螻蟻。」曰：「何其下邪？」曰：「在稊稗。」曰：「何其愈下邪？」曰：「在瓦甓。」曰：「何其愈甚下邪？」曰：「在屎溺。」東郭子不應。莊子曰：「夫子之問也，固不及質。正獲之問於監市履狶也，每下愈況。汝唯莫必，無乎逃物。至道若是，大言亦然。周咸三者，異名同實，其指一也。」「嘗相與游乎旡何有之宮，同合而論，旡所終窮乎！嘗相與旡為乎！澹而靜乎！漠而清乎！調而閒乎！寥已吾志，旡往焉而不知其所至。去而來而不知其所止，吾已往來焉而不知其所終；徬徨乎馮閎，大知入焉而不知其所窮。物物者與物旡際，而物有際者，所謂物際者也。不際之際，際之不際者也。謂盈虛衰殺，彼為盈虛非盈虛，彼為衰殺非衰殺，彼為本末非本末，彼為積散非積散也。」 
莊子在此回答東郭子問「道是甚麼」，大意是說：「『道』是無始無終，無所不包，無處不在。人要學道的話，當看鼻涕蟲，當看糞尿便溺，所有事物都不放過，才能觀見『道』的法則與偉大。」
後世有人把「道在糞溺」一言曲解為「道乃屎尿」，然而，這被認為是因誤解了「道在屎溺」一言的意思一事而出現的。
有説法聲稱「道在屎溺」一説不符合老聃的思想，但也有説法聲稱莊周所説的這句話有其意蘊。

## 《荀子》中的「道」
《荀子·天論》宣稱：「天行有常，不為堯存，不為桀亡。」屬於儒家的著名思想家荀況上卿在〈天論〉中表示他認為天地法則是無情的、非人格化的，不會因人們進行宗教儀式一事而特別眷顧他們，如果人們的行為違反天地法則，便可能會招來災禍，故此荀況聲稱與其崇拜天地鬼神，倒不如利用天地規律以獲取好處，例如如果人們仔細觀察四時變化，便知道應該何時播種和收割農作物。
荀況聲稱萬物的總和只是作為自然規律的道的一部份，而某一事物只是萬物的總和的一部份，他稱那些了解某一事物便以為自己了解自然規律的人為愚昧的人，並且聲稱因為包括慎子、老子、墨子及宋子在內的不少思想家都只了解自然法則的其中一面，所以他們所提倡的策略都會產生負面的結果。

## 《靈寶經》中的「道」
道教聖典《靈寶經》宣稱大道無形無名，也是本無的和本虛的，天地在大道之中，大道包攝整個世間，天地為其形，陰陽為其氣。其也宣稱化出萬物的太質在天地之內時升時降，日月卻在天地之外移動，太陽運行於穹頂上方，月亮運行於大地下方。
有説法聲稱，由上可知，在《靈寶經》中，大道的力量只遍攝一個器世間，日月星辰甚至能在作為大道之形的天地的外面運行，如果把天地陰陽排除在外，那麼作為自然規律的大道便是一無所有的，在包含了十億個器世間的大千世界中，大道的力量所能及的範圍是極其微小的，大千世界的數量卻是極大的，故稱三千大千世界，大道在像恆河沙那麼多的事物中幾乎微不足道。

## 《老子序》中的「道」
道教典籍《老子序》宣稱道生出佛，道代表木陽，佛代表金陰，道為大父，佛為大母，道代表蒼天，佛代表大地，道掌管生命，佛掌管死亡，道代表因，佛代表緣，兩者結合而生萬物，然而，生活在北周帝國統治時期的歷算家甄鸞郡守在其被用來抨擊道教的作品《笑道論》中批駁了這個説法，他聲稱根據五行説，木是由金所產生的，金不是由木所產生的，故知如果道代表木陽而佛代表金陰，那麼代表木陽的道根本不會生出代表金陰的佛，故此這個説法是錯誤的。

## 《老子化胡經》中的「道」
道教偽典《老子化胡經》把道描述為一個負責造出萬物和主宰仙界的天君，其有權力役使一眾神仙，也能夠形成天地規律，亦能夠驅趕鬼魅和救度眾生等等，其也會穿着華服去弘法，該教典也宣稱道居住在人間、天庭、穹蒼或其他地方。《老子化胡經》的作者似乎認為道有身體，原因是其宣稱道身長六丈，並且散發出金色的光芒，還能發言説話、破壞山石、誅除妖怪、移動星辰和安排季節等等，其也描述了道的外表特徵，並且聲稱道在清晨時會穿過地戶，在黃昏時會穿過天門。
根據《老子化胡經》所提出的這些説法，道是一位天尊。另一方面，元始天尊被認為居住在玉京山一帶且被認為是道的化身。有説法聲稱，據《雲笈七籤》所引用的《元始經》所述：「大羅之境，無復真宰，惟大梵之氣，包羅諸天。」可知在神話中，元始元尊處於大梵的境界，如果在《老子化胡經》中，道是一位天尊，那麼身為天尊的道在該教典中只不過是一位像大梵天王那樣只能夠統攝一個器世間的人格化的普通神靈，而在佛教的天地觀中，在極其廣闊的娑婆世界中，共有十億個梵王各自統攝自己所在的器世間。

## 其他宗教教義及學派思想中類似的概念[1]

### 中國傳統宗法性宗教
中國傳統宗法性宗教認為天皇大帝是地位最高的神靈，並且崇拜五方上帝，又認為五方上帝居住在太微宮裡。後來道教將天皇大帝等同於勾陳大帝，其為四御之一，負責輔佐三清，也是斗姆元君的長子和紫微大帝的胞兄。道教也宣稱五方上帝為「五方五老君」所化。

### 舊儒家
生活在西漢帝國統治時期的舊儒家創立者董仲舒中大夫聲稱：「天者，百神之大君也。」在其思想中，天是萬物的主宰者，而且是人格化的，它不但生養萬物，而且主宰它們，它也是天地規律的源頭。
生活於南宋帝國統治時期的著名理學家朱熹侍講則聲稱在天之上還有天理，蒼天之所以有資格成為天，是因為有天理在主宰之，如果蒼天沒有這個道理，它便不可以成為天，雖然天理是蒼天的主宰，但是真實情況不是像道教所宣稱的那樣 有被稱為三清的天尊坐在天空上方。
後世有人批駁朱熹所提出的説法，其聲稱天理無體無命，只是一個非人格化的道理，故不能夠生養萬物，事實上天理與元炁一樣都是源自於太一的，而太一是源自於天道的，故天道才是萬物的本源。其也聲稱天地本身亦須服從天道，故此天的地位低於道的地位。

### 婆罗门教
在吠陀教聖典《吠陀經》中，梵最初被認為是祭祀儀式背後的神秘力量，後來被撰寫出來的多本奧義書開始提升梵在神話中的地位。婆羅門教的前身古婆羅門教認為下梵是梵摩羅天賴以造創萬物的原理，其由原質所構成，能夠在任何一物身上被找到。佛教興起之後，透過把大梵等同於尚被困在輪迴中的無知的天眾 梵摩天 ，佛教貶低了大梵天的地位，從而表明自身比古婆羅門教優越這一立場。後來印度教創立者阿迪·商羯羅吸收了印傳佛教所認可的空性論的部份觀點，提出了上梵是世間的本來面貌這一説法，從而使得梵成為了印度教教義中萬物的本源，而三相神在印度教神話中的地位有所下降，成為了上梵的具象化形式。
佛教教義中的空性與上梵這一概念有一些相似之處，但佛教對這些説法也曾提出不少批駁意見。

#### 關於道家思想可能受到吠陀教教義影響一事的理論
L•S•瓦西里夫（L. S. Vasil’ev）在一篇為賓夕法尼亞大學而撰寫的論文中表示他認為早期的道家吸收了吠陀教關於梵、阿特曼和普魯蘇的觀念並將其分別轉變為道、德和炁這三個概念，此外，作者聲稱奉行綜攝主義的道教信奉者在他們的崇拜儀式中使用 梵 一詞來代替 道 這一名稱。
維克多·H·梅爾（Victor H. Mair）表示他認為道家在其早期歷史上與吠陀教有着積極的“文化關係”，而《道德經》是針對印度的哲學思想 被撰寫出來的，作者也表示他認為梵與道是相同的。

### 西方相關哲学思想及神學思想
在起源於古希臘的一些學派所認可的哲學理論中，邏格思是支配世界的規律。對著名哲學家赫拉克利特來説，邏格思一詞所指的似乎是世界的理性結構或有序構造。在基督教思想中，羅格思有着極其重要的地位。

### 儒教
儒教認為昊天上帝是萬天之尊。昊天上帝的形象是道教所崇拜的玉皇大帝的形象的原型。
在道教神話中，昊天上帝的地位低於玉皇尊帝的地位，《高上玉皇本行集經·卷下·天真護持品第四》宣稱昊天上帝曾經長跪於玉皇尊帝面前，請求後者向眾生述説妙法。

### 道教
成書於唐朝時期的、吸收了佛教部份教義而成的道教典籍《道教义枢》宣稱萬物源自于混元实体，在混元之中，既有粗劣之物质，亦有精妙之物质，精妙的物质就是道气，粗劣的物质则包括五有识及五无识（即五行），《道教义枢》卷七宣稱：“五有识者，谓金、木、水、火、土也。”

### 流行於中華的民間宗教
《吕祖明道说》宣稱“道”字从“首”从“辵”，“首”指“先天一炁”；“辵”义为乍行乍止。其宣稱：“有先天一炁之道存焉。何言之？性非此道不能圆，命非此道不能了，其事非人不敢言。故道家巧譬曲喻，而有玉液了性，金液了命之说。夫玉液金液者，即先天一炁之道也。其所以生天生地生人生物者，此道也。鬼神所以能为造化之迹，而为二气之良能者，亦此道也。” “首者先也，取先天一炁之义也；辵者乍行乍止也。”道在其描述中是由兩種氣所構成的一種像神祕主義理論中的䏻量一樣的東西，能夠被鬼神用來施行「造化之迹」。

### 藏傳佛教
藏傳佛教教典《大乘庄严宝王经》别本宣稱慈悲無上佛的身體是諸天的源頭，亦是自生者。該教典聲稱慈悲無上佛眼生日天和月天，眉生大自在天，肩生大梵天王，心生遍入天王，齒生辯才天女，口生風天，地天自祂的腿腳生出，靝天自祂的腹肚生出，這些天眾代表着天地及其間的一切，暗示其認為慈悲無上佛是它們的源頭。
藏傳佛教稱阿迪佛為本初佛，但其聲稱阿迪佛只是眾生清淨本性的象徵，而不是一位真實存在的佛陀或創物主。

### 大乘佛教
大乘佛教認為舜若多是萬物的本根。大乘佛教否認有能夠完全不受限制地產生萬物的、作為常住不變的自體的本源，但認為本根能夠讓萬物在因緣所發揮的作用下以其為基礎得以出現。

### 上座部佛教
上座部佛教認為真如是實相，即諸法的實質面貌，但真如不被認為是本源，所謂「法爾如是」，諸法既以這樣的面貌出現，便如此存在，一切皆由緣起，亦由緣滅，並不是由某個本源所產生的。上座部佛教認為真如不是無為法（asankhata），原因是既然諸法本身都只是有為法，諸法的實質面貌 真如 當然也不能獨立於諸法的生住異滅。在上座部佛教教義中，湼槃是唯一一個不是由因緣所和合而成的的東西。

### 原始佛教
原始佛教認為佛家不談第一因，因為它認為眾生自無始以來便一直流轉，所以它認為本際不可得，此外，其認為《阿含經》所提及的阿賴耶不是指阿賴耶識，而是指無明欲貪，它使眾生被困在輪迴之中。

## 宗教界人士所持有的觀點

### 佛教信奉者所持有的觀點
漢傳佛教教內的禪宗弟徒使用道一詞來指稱回歸宇㣙的源頭一事、佛法、正確的冥想方式及湼槃等概念，他們以這種充滿聯想及微妙的含義的方式使用道一詞，藉此解釋四聖諦。
佛教教義中的空性與道這一概念頗為相似，但仍有頗大差別，由於道被認為是萬物實有的循環規律，而空性被認為是諸法本無自性這一特性，而且萬物本為一體，故此亦無共性可言，故説空性本身亦是空的，因此在佛教看來，道家及道教關於道的觀念仍然是有漏法 而不是無漏法，所謂常存的天道事實上只是天眾所在的道趣，其實尚未出離世間，此外，道體被認為處於摻雜了多種因素的某種混沌狀態，由於缺乏對因緣的觀察，因此老聃認為道體是實有的，卻沒有發現諸法皆空這個事實，故不知道諸法因緣起而出現，非由某一實有的本源所產生。佛教對古婆羅門教關於下梵的觀點也有類似的見解。
漢傳佛教苾芻憨山德清禪師聲稱在佛教教義中，佛性是萬物的始根，佛性本身是空的，至於所謂的道體其實是心識虛妄的產物，老聃所講的道事實上仍然停留在作為五蘊之一的識蘊所涉及的區宇內，尚未達到究竟空的境界。憨山德清禪師聲稱孔丘的思想的地位不及老聃的思想的地位，孔丘所講的道為第七識，而老聃及莊周所講的道為第八識，它事實上只是八識所發揮的作用，故是虛妄不實的，道不過是主體心之反映，並不是自存的實體，憨山德清禪師在其作品 《觀老莊影響論》中聲稱：「是則此第八識，彼外道者，或執之為冥諦，或執之為自然，或執之為因緣，或執之為神我。」此外，莊周所講的道事實上在各種詮釋下不一定是宇㣙的源頭或最高的主宰，郭象在其作品《莊子注》中完全否定了道的主宰性，在憨山德清禪師看來，莊周只達到了初禪天的境界，其所作的觀想只是「假觀」，憨山德清禪師作出這樣的詮釋一事的原因是他試圖把老聃及莊周等人所講的道這個概念納入佛教關於真性的理論體系之中，藉此將儒道之學永遠置於佛理之下。

### 基督教信奉者所持有的觀點
信奉安立甘教的著名神學家C•S•魯益思老師用道一詞來指稱關於正確的態度及錯誤的態度的學説和關於世界及人們是甚麼這個問題的信念。他聲稱 每個宗教及哲學都包含具普遍性的倫理準則的基礎，作為對與道保持一致一事的嘗試。在魯益思老師的思想中，天主造創了道，並且通過耶穌基督來充份地展現它。
研究東亞本土宗教的宗教學家塞拉芬·羅斯修士的學生 、東正教赫古門達馬士革（克里斯滕森）把羅格思等同於道。他出版了《道德經》的完整註釋譯本，其標題為《基督 永恒的道》（Christ the Eternal Tao）。
有更正教護教士聲稱老子使用道一詞作為對於造物者的稱呼，並且聲稱 因為老子意識到它是無形的和神秘的，所以在一般啟示的層面上，他的認知已經達到相當高的水平，但因為他沒有得到造物主所給予的特殊啟示，所以他對其的認識仍然是十分模糊的，故沒能全面地獲知惟一真神的面貌，另外，莊子曾經聲稱化生萬物者本身並非一物，也曾經聲稱道在天地出現之前便已經存在等等，然而，後來出現的道教是與以老子及莊子為代表人物的道家沒有甚麼關係的 、源於古時平民百姓對狐鬼精魅的崇拜的 、吸收了一些關於陰陽、五行及命理等等的觀念的多神論宗教，道教只是借用了道家所使用的辭彙，但其教義與道家思想之間沒有太大的關係。

## 學術界人士所持有的觀點

### 新儒家人士所持有的觀點
新儒家深受中傳佛教所宣揚的萬法唯心論所影響，其不認可儒家所宣揚的關於天命的理論和舊儒家所宣揚的關於天理的理論。屬於新儒家的斈者杜保瑞教授在其作品《反者道之動》中宣稱老聃所講的道其實只是他所臆想出來的一種被用來認識事物的律則，自然現象本身不會服從這種律則。杜教授也宣稱由於道只不過是純粹的以人類的心理情緒的發展為分析對象所發展出來的律則，因此它的有效範圍僅僅是人類所身處的社會，並不涉及自然界。

### 存有三態論者所持有的觀點
慈濟大學宗教與文化研究所所長林安梧教授在其所寫的論文中探討了不少學者所持有的關於《老子》的觀點，林教授在存有三態論的基礎上，聲稱「『天地人我萬物通而為一』的總體根源」就是《老子》所提及的「道」，它處於未開顯的混沌狀態，其後外境及意識同時生起，但兩者當時仍然未被區分開來，這就是「一」，隨後眾生區分外境及意識，並且以意識執取外境中的事物，這就是「二」，之後眾生確認自身及其他事物的存在性，這就是「三」，一切事物就是這樣被區分開來的，此即「道生一，一生二，二生三，三生萬物」這段文字的意思，故此道不是能夠離眾生而生萬物的本源，而是在眾生的參贊下得以使自身開顯為萬物的本原：
「存有」乃「天地人我萬物通而為一的總體根源」，如此根源本為無分別、不可說，是一隱然未顯的狀態；但它不能停留於此，它必得開顯。因為「存有的根源」有「人」參與於其中，故必得開顯之也。「存有的根源」此是「境識俱泯」處，然此「境識俱泯」終不永遠處在「泯」的狀態，它必得開顯，先是「境識俱起」而未分，此即「存有之開顯」也。繼之而為「境識俱起而兩分」、「以識執境」，轉而為一「存有之執定」也。如此開顯所成之「存有三態論」它既有存有論的向度，亦帶有宇宙論的趨向﹔但值得注意的是，這樣所成的存有論是離不開人的參贊的。一樣的，這樣所成的宇宙論並不是一離了人而去說的宇宙生化歷程。換言之，這樣的存有論與宇宙論是合而為一的，亦是不離人之實踐的；這樣所成的存有論與宇宙論所統稱的形而上學不同於理論觀解型態的形而上學，而是一實踐體驗型態的形而上學。如此說來，既落在「境識不二」、「心物不二」、「能所不二」下論此，則無所謂「主觀境界型態」與「客觀實有型態」的對橛兩分。以是之故，刻意區分兩者之異同，這是落在「格義／逆格義」之困境下而生之糾葛。——林安梧，〈關於《 老子道德經》[道, 一, 二, 三及天地萬物] 的幾點討論〉

### 語言學式唯心論者所持有的觀點
分體論認為世界是一個由多個分體所構成的總體，但分體只具有個別性而不具有同一性，例如河流由許多水滴所構成，但由於水滴會不斷流失並被其他水滴代替，因此河流雖為一者，但不是始終同一的，故此分體論與一元論及多元論不同，宗教哲學家陸基洋博士聲稱語言哲學家陳漢性教授等人仔細地研究了東西方相關的語言學理論等等，在此基礎上，自詡為再世莊周的陳教授聲稱由於中文不像英文那樣有可數名詞與不可數名詞之分，因此古時中文使用者的思想中缺乏很多與本體論及形上學有關的概念，故此他們不會用心研究物體的構成要素如何流動等與「一/多」式關係有關的許多問題，陳教授聲稱在分體論相關思維模式主導下，老聃等人用道一詞來指稱流行於先秦時期的思潮中的「規範性話語」，而不是指某個本源，他從語言學式唯心論（linguistic idealism）的角度出發，試圖證明老聃以關於「部份/整體」式關係的説法闡釋道的無恆常性，在其思想中，道不過是一種言語，道生萬物一説其實不是傳統上所言的本源生出萬物這一説法，而是指人們用言語來把世界上的一切區分為不同的事物這件事情：
「知道一種功效」是甚麼意思？從根本上說，這就是一種知道怎樣。對什麼怎麼樣？怎麼作某些區別以及怎樣根據這種功效去要求和行動。這包括能夠去作區別或區分（劃分世界），它們依據跟劃分一致的看法而暗含著行動。……知道怎樣使用一個名稱，也就是知道區別和區分的一種足以指導我們的行為之文化上所接受的方式。如果我們認為道就是一種行為之「道」("way")，那麼名稱、區別和評價的全部就相應於一個道。一個道是相應於一個話語系統的具體的行為集 ──它的行為的體現。……道反映了話語或語言的特徵。它本質上是規範的，而且它「創造」事物。——陳漢生，《中國古代的語言和邏輯》
陸博士對陳教授所提出的不少説法提出質疑，他也表示雖然他認為陳教授對《老子》的內容的詮釋十分精采，而且陳教授創立了不少自相一致的理論，但是如果詮釋者的任務是揭示典籍內容的原意，那麼他並不認為陳教授成功地找出了《老子》的作者所持有的關於道的觀點。

### 其他人士所持有的觀點
天主教神父周景勳博士表示他認為 莊子所説的「道」與老子所説的「道」是一樣的，但前者的狀態比後者的狀態更為豐富和廣泛，莊子所説的「道」有着自存且能化生萬物、 超越萬物而又內在於萬物、 能夠使萬物因它而互通為一等多種性質。